# 저동초등학교 (경기)
저동초등학교는 대한민국 경기도 고양시에 있는 공립 초등학교이다.

## 학교 연혁
- 1994년 10월 24일. 저동초등학교 설립 인가
- 1995년 3월 1일. 초대 교장 조충연 부임
- 1995년 3월 1일. 저동초등학교 개교
- 1995년 3월 1일. 6학급 편성(1~6학년)
- 1996년 2월 16일. 제1회 졸업(74명)
- 2019년 9월 1일. 제9대 최상포 교장 부임
- 2020년 1월 9일. 제25회 졸업식(102명, 누계 4,958명)
- 2020년 3월 1일. 19학급 편성
- 2022년 1월 7일. 27대 학생 졸업(104명,역대 최대학생 배출)

## 참고 자료
- 저동초등학교 - 한국교육학술정보원 학교알리미